# اشلین ینی
اَشلین یـِنی (انگلیسی: Ashlynn Yennie؛ زادهٔ ۱۵ مهٔ ۱۹۸۵) یک هنرپیشه اهل ایالات متحده آمریکا است. وی از سال ۲۰۰۸ میلادی تاکنون مشغول فعالیت بوده‌است.
از فیلم هایی که او در آن نقش داشته میتوان به نویسنده بد، هزارپای انسانی و هزارپای انسانی ۲ را نام برد.